# Fabián Ruiz
Fabián Ruiz Peña (nascido em 3 de abril de 1996) é um futebolista espanhol que atua como meio-campista. Atualmente joga pelo Paris Saint-Germain.

## Carreira

### Betis
Fabián se juntou as categorias de base do Betis com apenas oito anos. Ele estreou como profissional no dia 13 de dezembro de 2014, substituindo Xavi Torres, aos 6 minutos do segundo tempo. Em uma vitória por 1 a 0 sobre o Lugo na Segunda Divisão Espanhola. Ele terminou a temporada disputando 6 jogos e ajudou sua equipe a subir para a La Liga como campeões.
Fabián fez sua estreia na La Liga em 23 de agosto de 2015, como um substituto de Alfred N'Diaye em um empate em 1 a 1 em casa contra o Villarreal. Em 23 de dezembro do ano seguinte, renovou seu contrato até 2019 e foi imediatamente emprestado ao Elche.
Fabián marcou seu primeiro gol como profissional em 17 de março de 2017, em uma vitória por 3 a 1 sobre o Gimnàstic de Tarragona. Ao fim da temporada, ele fez 18 jogos pela equipe, mas não evitou o rebaixamento da equipe para a Terceira Divisão.
No dia 30 de abril de 2018, ele marcou o gol da vitória do Betis na vitória por 2 a 1 sobre o Málaga, garantindo ao clube a classificação para a Liga Europa do ano seguinte.

### Napoli
No dia 5 de julho de 2018, Fabián Ruiz foi anunciado pelo Napoli. O espanhol assinou contrato até 2023, com uma multa rescisória no valor de 30 milhões de euros.

## Títulos
Betis
- Segunda Divisão Espanhola: 2014–15

Napoli
- Copa da Itália: 2019–20

Paris Saint-Germain
- Campeonato Francês: 2022–23, 2023–24 e 2024–25[7]
- Copa da França: 2023–24 e 2024–25[8]
- Supercopa da França: 2024
- Liga dos Campeões da UEFA: 2024–25[9]
- Supercopa da UEFA: 2025[10]

Espanha
- Campeonato Europeu Sub-21: 2019
- Liga das Nações da UEFA: 2022–23
- Campeonato Europeu: 2024

### Prêmios individuais
- Melhor jogador do Campeonato Europeu Sub-21 de 2019[11]
- Equipe do torneio do Campeonato Europeu Sub-21 de 2019[12]